# Apeadeiro de Benquerenças
O Apeadeiro de Benquerenças é uma interface da Linha da Beira Baixa, que serve a localidade de Benquerenças, no Distrito de Castelo Branco, em Portugal.

## História
Esta interface situa-se no troço entre as Estações de Abrantes e Covilhã da Linha da Beira Baixa, que abriu à circulação no dia 6 de Setembro de 1891, pela Companhia Real dos Caminhos de Ferro Portugueses. No entanto, só entrou ao serviço em 25 de Julho de 1937, ocupando então o PK 86,478 da Linha da Beira Baixa.